# 베네데토 크로체
베네데토 크로체(Benedetto Croce, 1866년, 이탈리아 아브루초주 라퀼라도 페스카세롤리~1952년)는 현대 이탈리아의 철학자이다.
중부 이탈리아의 라퀼라현에서 태어났다. 나폴리 대학의 교수로서도 활약하였으나, 철학·역사의 평론을 주로 하는 잡지 <비판>을 창간·편집하여 이탈리아의 정신생활에 커다란 영향을 끼쳤다(1903-37). 1910년 이후 상원의원, 1920-21년 문화상에 취임하고 무솔리니에 의한 파시즘 정권 수립 후에도 반(反)파시스트적 언론활동을 그만두지 않았다. 제2차 대전 말기에는 무솔리니 정권에 반항하고, 바돌리오 정권을 도왔고, 1944년 이 정권의 문화상으로 취임하였다. 또 전후엔 왕정(王政)을 반대하고 자유당을 지도했다.
크로체의 사상은 헤겔 철학의 비판적 연구(<헤겔 철학에 있어서의 산 것과 죽은 것> 1907)로부터 출발하였으나 이탈리아의 고전적 철학자 비코의 역사철학에서도 영향을 많이 받았으며, 현대에 비코 철학을 소개한 사람으로서의 공적도 크다(<조반니 바티스타 비코의 철학> 1921). 그의 철학 체계는 헤겔주의의 전통을 살리면서도 현대의 생의 철학의 입장을 받아들여 이탈리아에서 지배적이었던 실증주의를 지배하려고 하였다. 그의 주저로는 <정신의 철학> 4권－<미학>(1902), <논리학> (1905), <실천철학>(1909), <역사서술의 이론과 역사>(1915)가 있다.

## 저서
- 『사고로서의 역사행동으로서의 역사 (La storia come pensiero e come azione)』, (새문사, 2013), 최윤호 옮김.

- 『미학 (Estetica)』, (북코리아, 2017), 권혁성, 박정훈, 이해완 옮김.

## 같이 보기
- R. G. 콜링우드